# Glorianes
Glorianes er en kommune i departementet Pyrénées-Orientales i Sydfrankrig.

## Geografi
Glorianes ligger 46 km vest for Perpignan. Nærmeste by er mod nord Rigarda (9 km).

## Demografi

### Udvikling i folketal
| 1962                                                              | 1968 | 1975 | 1982 | 1990 | 1999 | 2007 | 2011 | 2017 |
| ----------------------------------------------------------------- | ---- | ---- | ---- | ---- | ---- | ---- | ---- | ---- |
| 16                                                                | 7    | 8    | 13   | 20   | 23   | 20   | 17   | 25   |
| Tal fra og med 1962 er uden dobbelttælling (sans doubles comptes) |      |      |      |      |      |      |      |      |